# 松尾古墳
松尾古墳（まつおこふん）または永田1号墳（ながたいちごうふん）は、長崎県壱岐市郷ノ浦町永田触にある古墳。形状は円墳。永田古墳群を構成する古墳の1つ。壱岐市指定史跡に指定されている。

## 概要
壱岐島南部、岳の辻から北東に広がるなだらかな丘陵上（標高約80メートル）に築造された古墳である。一帯では古墳12基からなる永田古墳群が分布し、本古墳はそのうち西端側に所在して最大規模の古墳になる。1977年（昭和52年）に石室実測調査が実施されている。
墳丘は南側を中心に崩壊・流失しているが、元の墳形は円形とみられ、直径約10数メートル・高さ約5メートルを測る。埋葬施設は両袖式の横穴式石室である。玄室・前室・羨道からなる複室構造の石室で、石室の石材には玄武岩の巨石を使用する。石室内の副葬品は詳らかでない。築造時期は古墳時代後期の6世紀末頃と推定される。
古墳域は1977年（昭和52年）に郷ノ浦町指定史跡（現在は壱岐市指定史跡）に指定されている。

## 遺跡歴
- 延享元年（1744年）完成の『壱岐国続風土記』に「松尾鬼屋」として石室の寸法とともに記述[1]。
- 1977年（昭和52年）、石室実測調査（九州大学文学部考古学研究室・壱岐在住研究者）[2]。
- 1977年（昭和52年）3月10日、郷ノ浦町指定史跡に指定（現在は壱岐市指定史跡）。

## 埋葬施設

石室俯瞰図

石室展開図

埋葬施設としては両袖式横穴式石室が構築されており、南南西方向に開口する。玄室・前室・羨道からなる複室構造の石室である。石室の規模は次の通り。
- 石室全長：8.44メートル[3]
- 玄室：長さ2.80メートル、幅1.96-2.88メートル
- 前室：長さ2.48メートル、幅1.64-1.92メートル
- 羨道：長さ2.64メートル、幅1.56メートル

石室の石材には玄武岩の自然石の巨石が使用される。玄室の平面形は奥にやや窄まる台形状で、前室の平面形は長方形である。

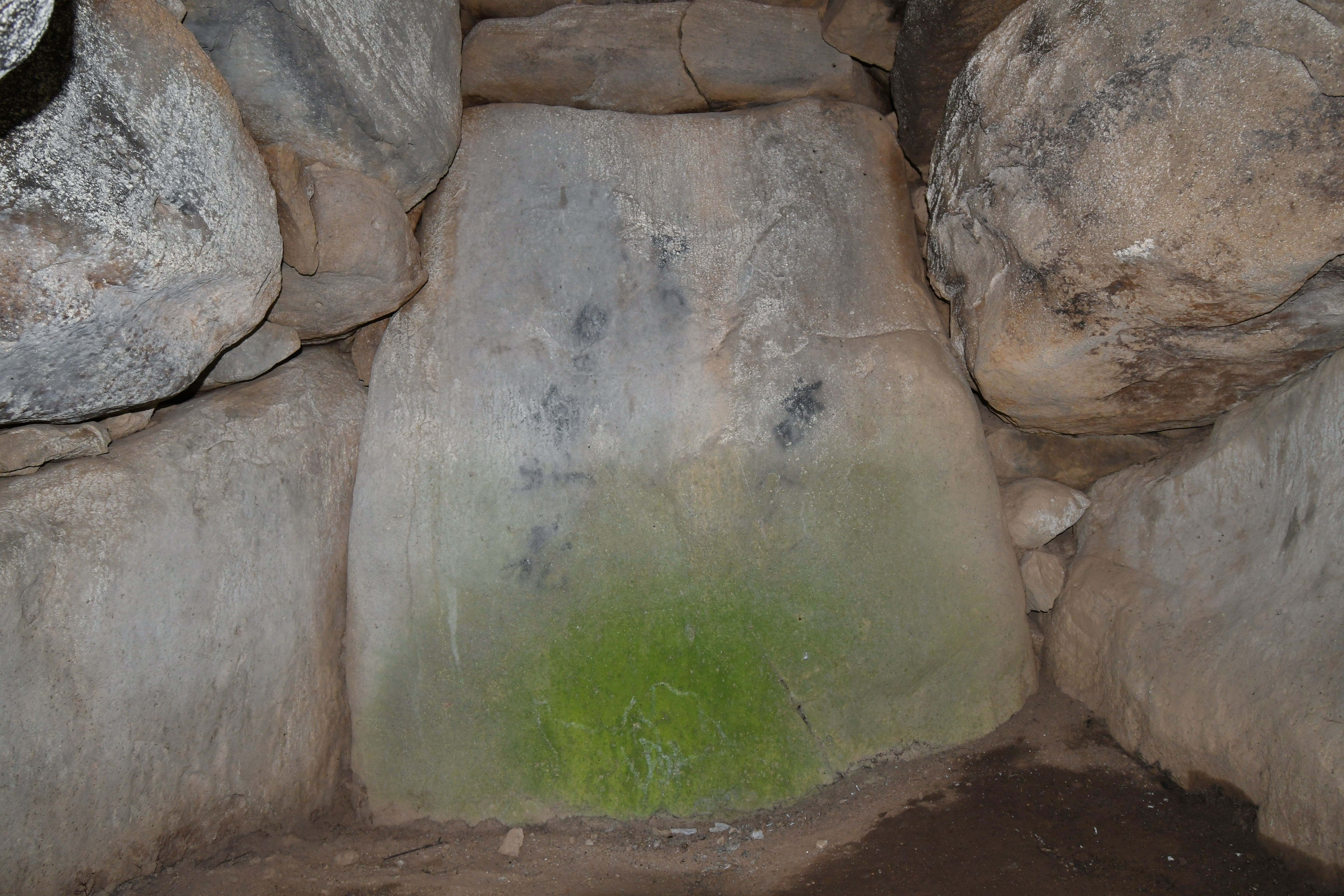
玄室（奥壁方向）
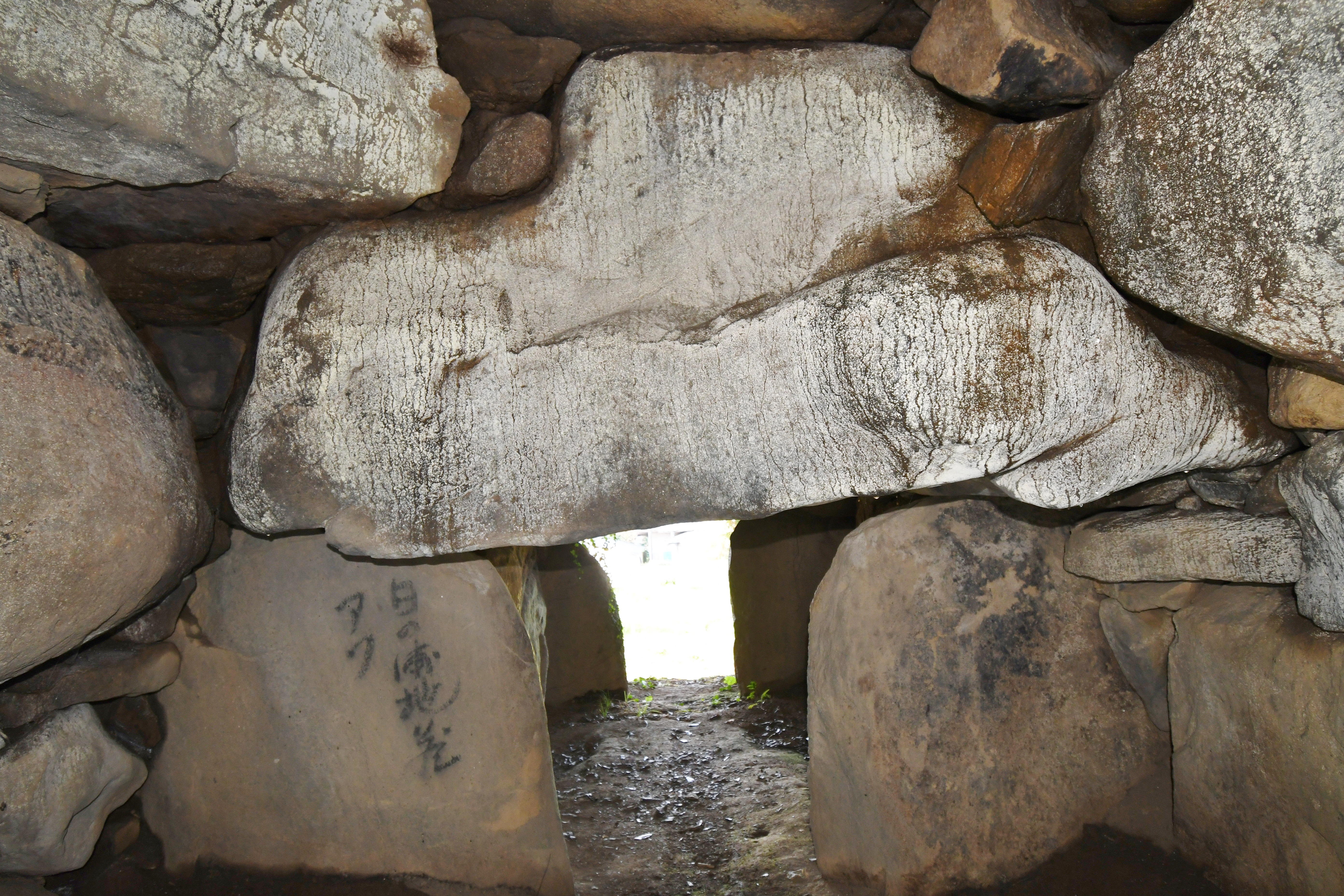
玄室（開口部方向）
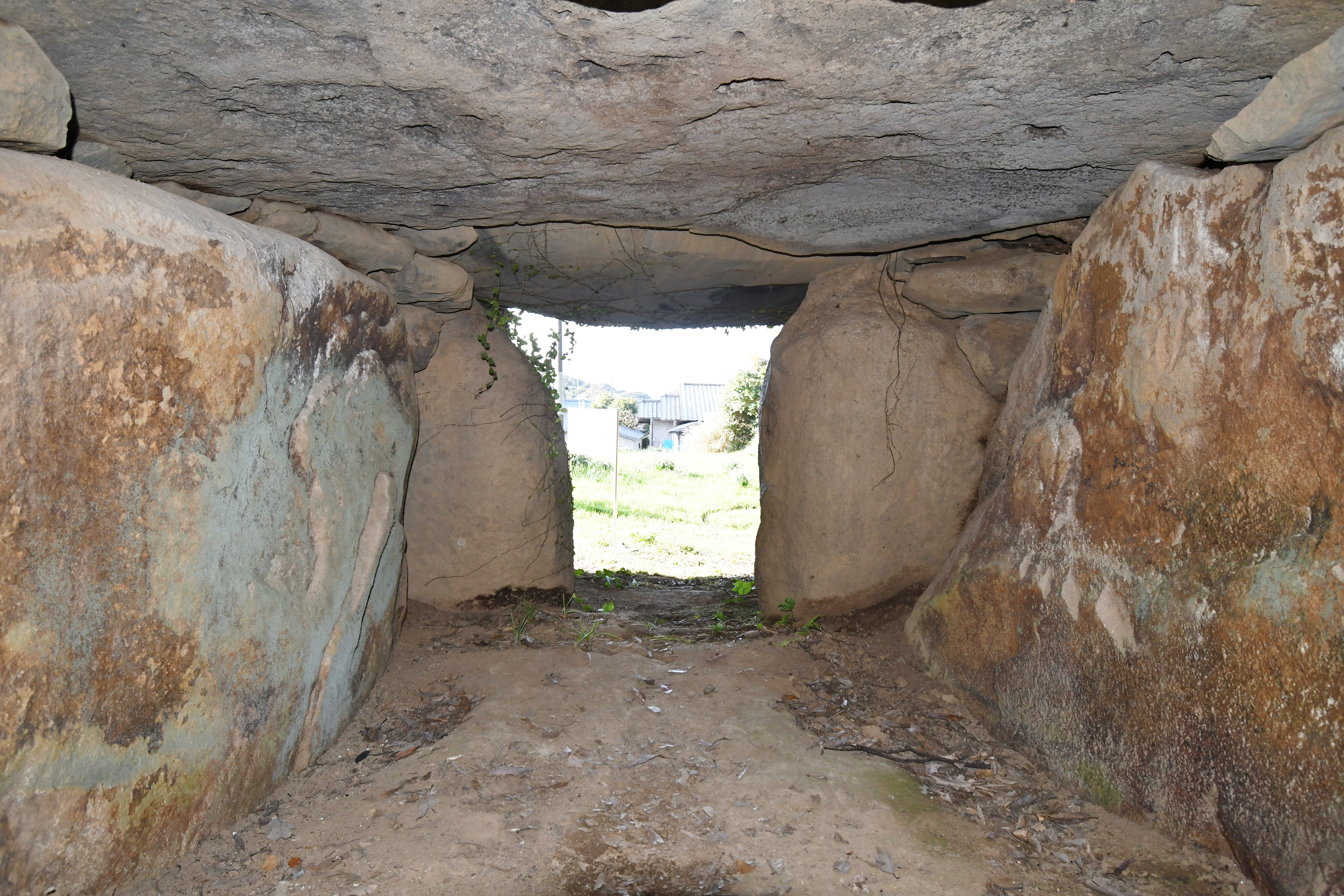
前室（開口部方向）
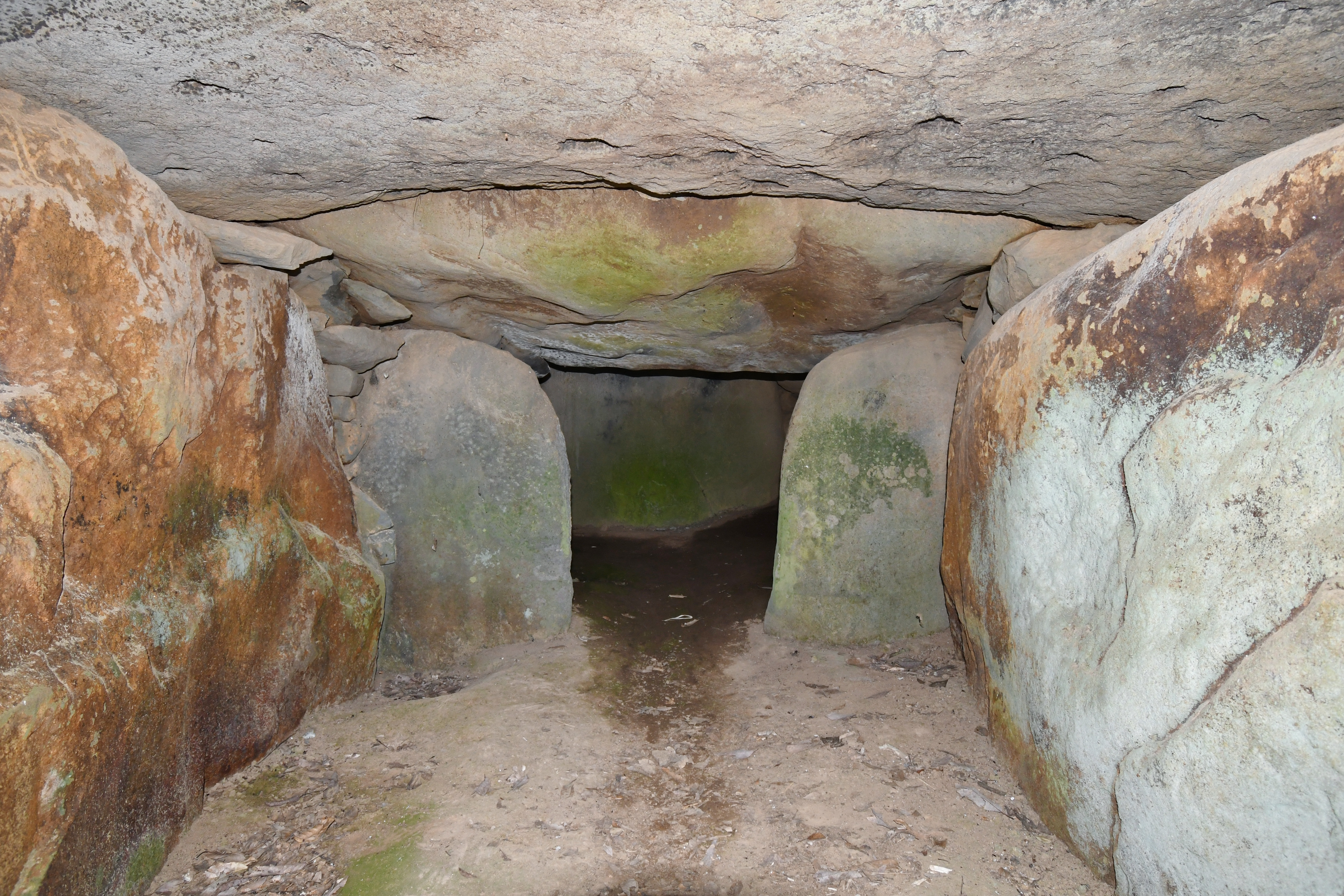
前室（玄室方向）
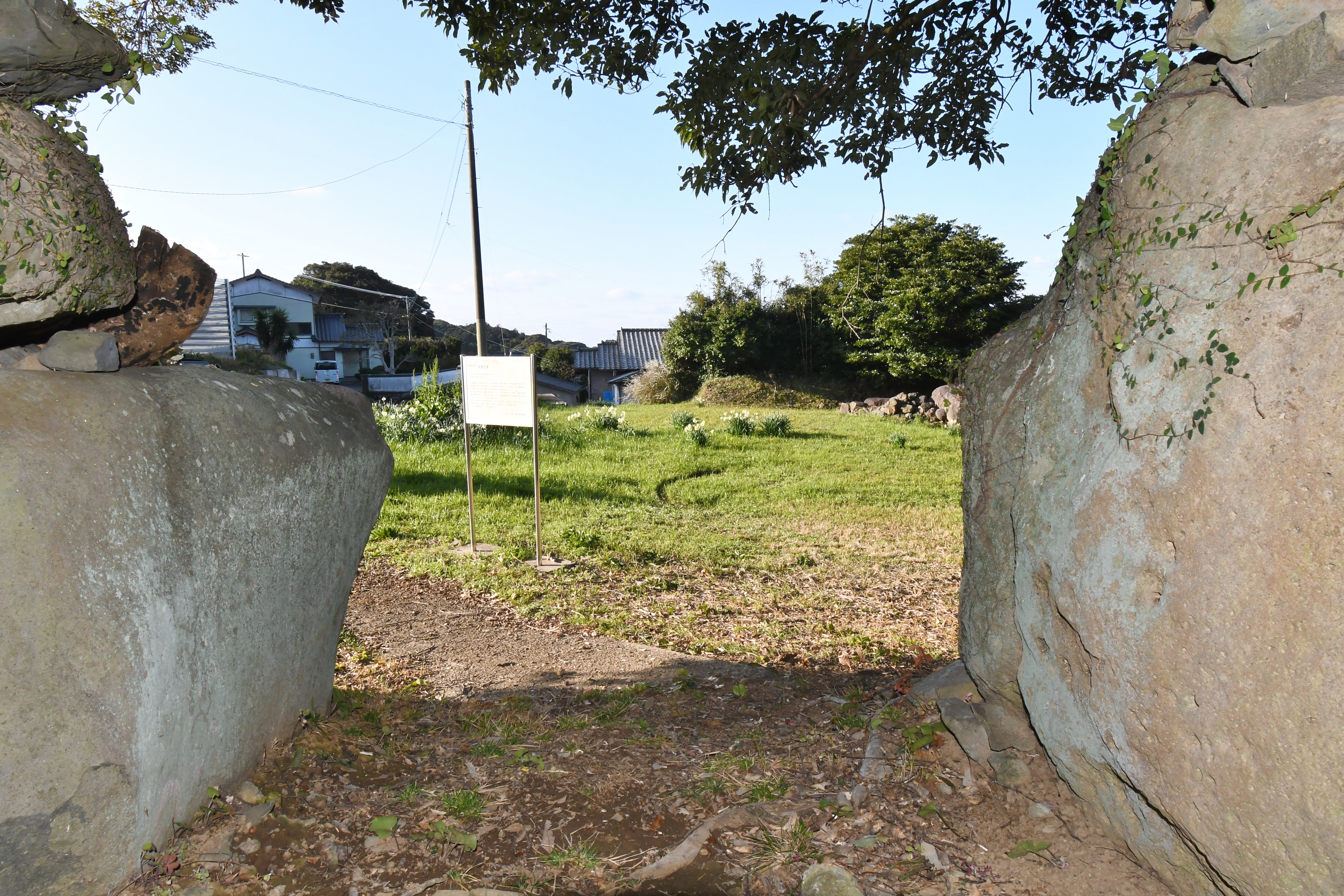
羨道（開口部方向）
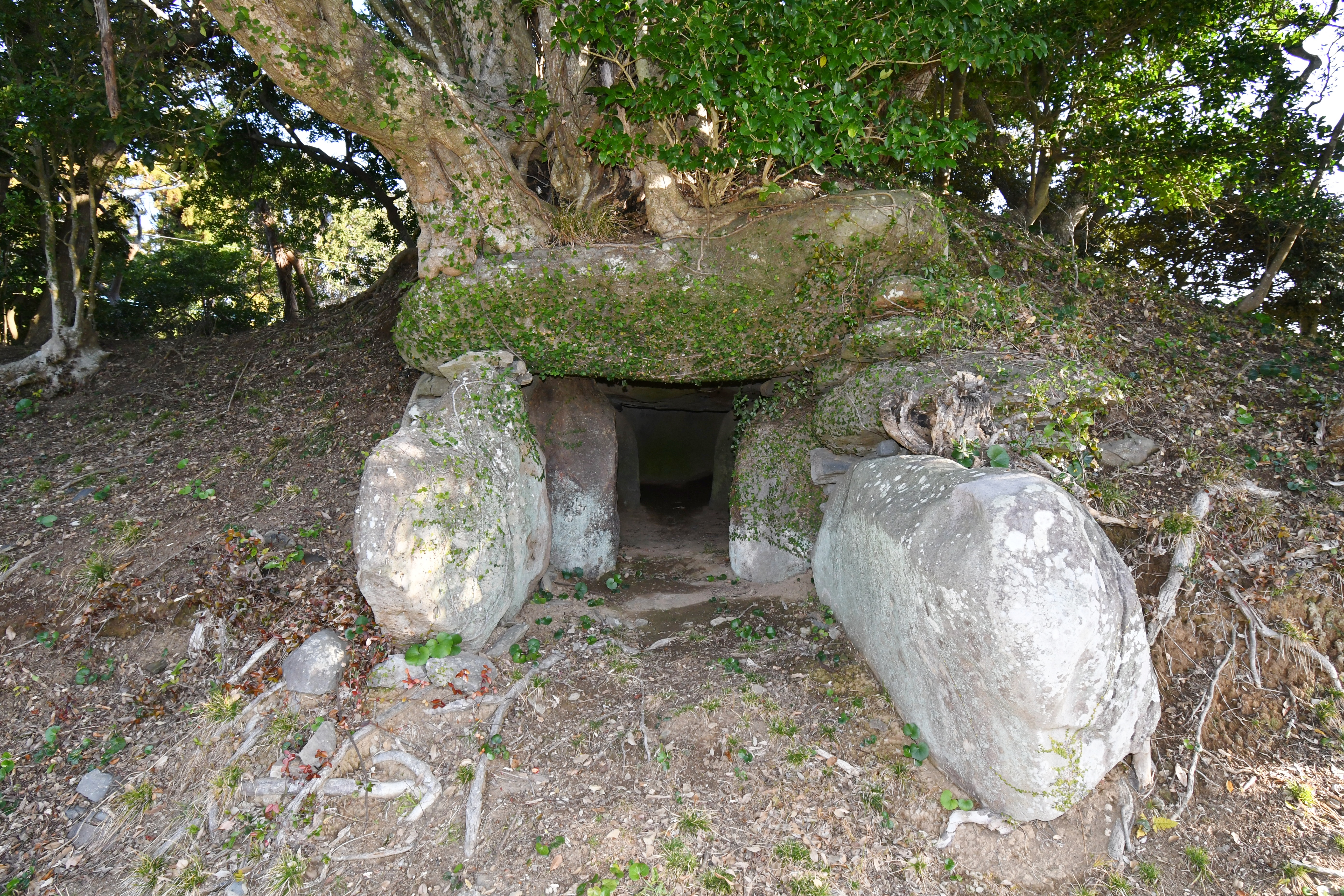
開口部

## 文化財

### 壱岐市指定文化財
- 史跡
  - 松尾古墳 - 1977年（昭和52年）3月10日指定。